# 顺化县 (至德)
顺化县，中国古县名。
唐朝至德元载（756年）改安化县置，治所在今甘肃省庆城县。属庆州。北宋乾德二年（964年）恢复旧称安化县。